# Bernard Muneghina
Bernard Muneghina (zm. 7 lipca 1691 w Zamościu) – lekarz włoski, profesor Akademii Zamojskiej.
Pochodził z Padwy, na miejscowym uniwersytecie uzyskał doktorat filozofii i medycyny. W grudniu 1689 został powołany na katedrę w Akademii Zamojskiej. W 1690 był dziekanem. Zmarł 7 lipca 1691 w Zamościu.